# Мерфельд
Мерфельд (нем. Meerfeld) — община в Германии, в земле Рейнланд-Пфальц. 
Входит в состав района Бернкастель-Витлих. Подчиняется управлению Мандершайд.  Население составляет 345 человек (на 31 декабря 2010 года). Занимает площадь 13,22 км².